# HTC Phoebus
HTC Phoebus，是台灣宏達電公司所推出的智慧型手機，其中T-Mobile Shadow搭載微軟Windows Mobile 6，採用客制化的Neo介面，所有設計均由微軟亞洲設計中心（ATC Studios）完成。設計師朱印（Robin Zhu）為主導設計師。2007年10月首度發表。客製版本Dopod C750，T-Mobile Shadow。

## T-Mobile Shadow技術規格
- 處理器：TI OMAP850 201MHz
- 作業系統：Windows Mobile 6.0 Standard，客制化Neo介面
- 記憶體：ROM：256MB，RAM：128MB
- 尺寸：105mm X 54mm X 15mm
- 重量：150g（含電池）
- 螢幕：QVGA 解析度、2.6 吋 TFT-LCD  螢幕
- 網路：GSM/GPRS/EDGE/WCDMA/HSDPA
- Wi-Fi：IEEE 802.11 b/g
- 藍牙：Bluetooth 2.0
- 相機：200萬畫素相機，支援自動對焦功能
- 電池：920mAh充電式鋰或鋰聚合物電池

## Dopod C750技術規格
- 處理器：TI OMAP850 201MHz
- 作業系統：Windows Mobile 6.0 Standard
- 記憶體：ROM：128MB，RAM：64MB
- 尺寸：103mm X 52mm X 15.5mm
- 重量：150g（含電池）
- 螢幕：QVGA 解析度、2.6 吋 TFT-LCD 螢幕
- 網路：GSM/GPRS/EDGE/WCDMA/HSDPA
- 藍牙：Bluetooth 2.0
- 相機：200萬畫素相機，支援自動對焦功能
- 電池：920mAh充電式鋰或鋰聚合物電池

## 外部連結
- T-Mobile Shadow 系列（页面存档备份，存于）
- Dopod C750 技術規格